# Placówka Straży Celnej „Żupanie”

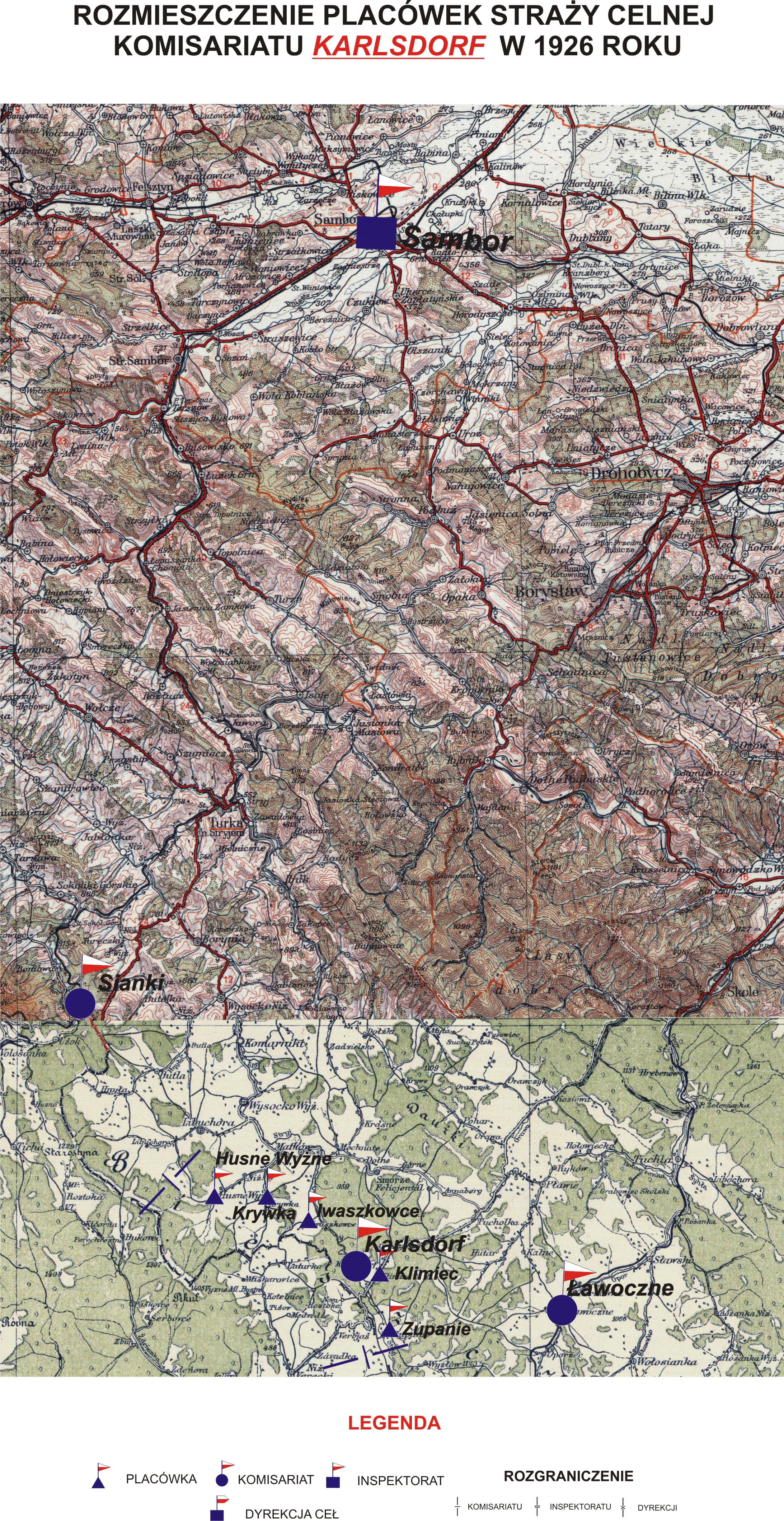
Rozmieszczenie placówek SC Komisariatu Karlsdorf w 1926 r.

Placówka Straży Celnej „Żupanie” – jednostka organizacyjna Straży Celnej pełniąca w okresie międzywojennym służbę ochronną na granicy polsko-czechosłowackiej.

## Formowanie i zmiany organizacyjne
Na wniosek Ministerstwa Skarbu, uchwałą z 10 marca 1920 roku, powołano do życia Straż Celną. Jednostki Straży Celnej rozpoczęły przejmowanie odcinków granicy od pododdziałów Batalionów Celnych. W 1921 roku w Świętosławiu stacjonował sztab 4 kompanii, a w Tucholce sztab 2 kompanii 12 batalionu celnego. Kompanie wystawiały między innymi placówkę w Żupanie. Proces tworzenia Straży Celnej trwał do końca 1922 roku. Placówka Straży Celnej „Żupanie” weszła w podporządkowanie komisariatu Straży Celnej „Karlsdorf” z Inspektoratu SC „Sambor”.
W drugiej połowie 1927 roku przystąpiono do gruntownej reorganizacji Straży Celnej. W praktyce skutkowało to rozwiązaniem tej formacji granicznej. Ochronę północnej, zachodniej i południowej granicy państwa przejęła powołana z dniem 2 kwietnia 1928 roku Straż Graniczna.
Rozkazem nr 7 z 25 września 1929 roku w sprawie reorganizacji i zmian dyslokacji Małopolskiego Inspektoratu Okręgowego komendant Straży Granicznej płk Jan Jur-Gorzechowski powołał komisariat SG „Smorze”.
Placówka Straży Granicznej I linii „Żupanie” znalazła się w jego strukturze.

## Funkcjonariusze placówki
Kierownicy placówki
| stopień  | imię i nazwisko, numer | okres pełnienia służby | kolejne stanowisko |
| -------- | ---------------------- | ---------------------- | ------------------ |
| strażnik | Roman Urban (807)      | był w 1926             |                    |

Obsada personalna placówki w 1926:
- strażnik Roman Urban (807)
- strażnik Franciszek Przybysz (944)
- strażnik Wojciech Nadoliński (1579)
- strażnik Marian Mazurek (2018)
- strażnik Antoni Marek (1883)
- strażnik Antoni Banach (2080)